# Iván Duque
Iván Duque Márquez (født 1. august 1976) er en colombiansk politiker og advokat, der har været præsident for Colombia siden 7. august 2018. Han blev valgt som kandidat fra partiet Centro Democrático ved det colombianske præsidentvalg i 2018. Bakket op af sin mentor, den tidligere præsident og magtfulde senator Alvaro Uribe, blev han valgt på trods af at have været relativt ukendt et år før valget.  Han stillede op med et valgprogram, der omfattede modstand mod Juan Manuel Santos' fredsaftale med FARC-guerillagruppen.

## Liv og karriere
Duque er født i Bogotá i en velhavende politisk familie som oprindeligt var fra den colombianske by Gómez Plata, Antioquia. Han er søn af Juliana Márquez Tono (politolog) (født 1950) og Iván Duque Escobar (1937-2016), en magtfuld lokal politisk leder, som var guvernør i Antioquia, revisor i FN, minister for miner og energi, og leder af det nationale civilstandsregister i Andrés Pastranas regering. Duques søskende er Andrés og María Paula.
Duque gik på Colegio Rochester og dimitterede fra Sergio Arboleda University i Bogotá i 2000 med en grad i jura. Han har en LLM i international økonomisk ret fra American University og en mastergrad i Public Policy Management fra Georgetown University, Washington DC. Duque har også deltaget i et lederkursus på Harvard University i 5 dage om erhvervslivet og det offentlige.